# Arachnocampa
Arachnocampa — род грибных комариков из семейства грибных комаров. В род включены четыре вида. Распространены на территориях Новой Зеландии и Австралии в пещерах и гротах.

## Этимология
Раньше род имел название Bolitiphila, что означает «любитель грибов». В 1924 году был переименован в Arachnocampa — «личинка паука». Такое название дано, поскольку личинка плетёт ловчие сети.

## Описание
Только что вылупившиеся личинки имеют длину всего 3-5 мм, однако на конечной стадии развития уже достигают 30 мм. В личиночной фазе эти комары проводят большую часть своей жизни (от 6 до 12 месяцев, в зависимости от доступности пищи).
Личинки плетут гнездо из шёлка на потолке пещер, свешивают вниз нити с капельками липкой жидкости, а затем подсвечивают их собственным телом, привлекая мелких насекомых, которыми они питаются.

## Виды
- Arachnocampa luminosa — встречается в Новой Зеландии.
- Arachnocampa richardsae — встречается в Новом Южном Уэльсе в Голубых горах.
- Arachnocampa tasmaniensis — встречается в Тасмании в Marakoopa Cave, Mole Creek близ Крэйдл Маунтин.
- Arachnocampa flava — встречается в Квинсленде в Natural Bridge, Голд-Кост.
- Arachnocampa Sp.Mount Buffalo — встречается в штате Виктория в национальном парке Маунт-Баффало.